# Dochfour House

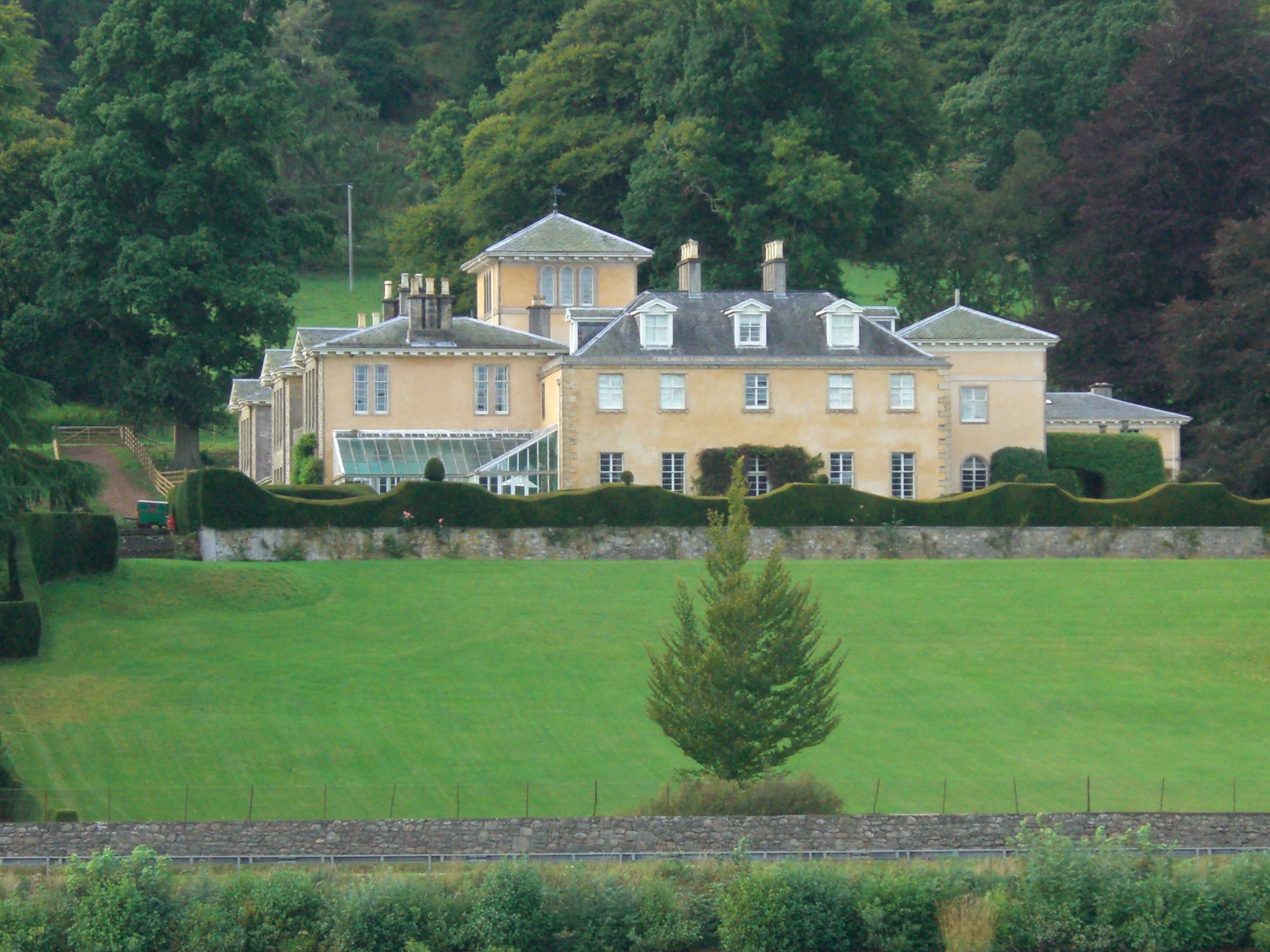
Dochfour House

Dochfour House ist ein Herrenhaus nahe der Stadt Inverness in der schottischen Council Area Highland. 1971 wurde das Bauwerk in die schottischen Denkmallisten in der höchsten Denkmalkategorie A aufgenommen. Des Weiteren sind fünf zugehörige Bauwerke als Denkmäler der Kategorien B und C geschützt. Das Gesamtanwesen ist im schottischen Register für Landschaftsgärten verzeichnet. In zwei von sieben Kategorien wurde das höchste Prädikat „herausragend“ verliehen.

## Geschichte
Infolge der Verdienste in der Schlacht von Brechin im Jahre 1452 erhielt der Clan Baillie das Anwesen Dochfour als Lehen. Die Baillies schlossen sich im Zuge des Jakobitenaufstands 1745 der jakobitischen Seite an. Aus diesem Grund wurden sie infolge der Niederlage der jakobitischen Seite enteignet und der dort befindliche Herrensitz niedergebrannt. In der Aufarbeitung der Aufstände erwirkte Duncan Forbes of Culloden eine Rehabilitation der Baillies. Alexander Baillie nahm daraufhin die Entwicklung Dochfours in Angriff, welche durch Evan Baillie fortgeführt wurde. Das heutige Dochfour House entstand um 1780. Zu Bauzeiten wurden auch die Park- und Gartenanlagen entwickelt. Sein heutiges Aussehen erhielt Dochfour House um 1840 als William Robertson mit der Überarbeitung von Dochfour House betraut wurde. Ebenfalls wurden in dieser Phase die terrassierten Gärten an den südöstlichen Hängen angelegt, die im Kontrast zu der informellen, weitschweifigen Parkanlage im Nordosten stehen. 1847 stattete Prinz Albert dem Anwesen einen Besuch ab und berichtete Königin Viktoria von der Eleganz von Haus und Garten. Im Laufe der 1870er Jahre wurden die Gärten umgestaltet und verschiedene Außenbauwerke entstanden. Außerdem wurde der Nordwestflügel ergänzt. Dieser beherbergt einen Salon und wurde im Zusammenhang mit einem Besuch des Kronprinzen Alberts, dem späteren König Eduard VII., errichtet. In Glashäusern wurden auch exotische Früchte angebaut. Mitte der 1980er Jahre wurden die Gärten für den Publikumsverkehr geöffnet.

## Beschreibung
Dochfour House steht isoliert abseits der A82 nahe dem Westufer von Loch Dochfour rund neun Kilometer südwestlich des Zentrums von Inverness. Robertson überarbeitete das Herrenhaus im historisierenden Italianate-Stil. Auch durch die verschiedenen Bauphasen weist das zweigeschossige Dochfour House eine komplexe, unsymmetrische Struktur mit mehreren Flügeln auf. Stiltypisch ist der dreigeschossige Campanile mit quadratischem Grundriss im Zentrum. Stilistisch entspricht er dem zweigeschossigen Turm mit Porte-cochère an der Nordwestseite. Die Fassaden von Dochfour House sind im Wesentlichen Harl-verputzt, insbesondere entlang der südöstlichen, gartenseitigen Fassade ist auch das Schichtenmauerwerk aus unregelmäßig behauenen Quadern sichtbar. Die weit überhängenden Dächer sind mit Schiefer eingedeckt.